# Dieter Schidor
Dieter Schidor (* 6. März 1948 in Bienrode (jetzt Braunschweig); † 17. September 1987 in München) war ein deutscher Schauspieler.

## Leben
Dieter Schidor studierte Jura und schloss sein Studium mit dem Doktorgrad ab. Danach bewarb er sich als Schauspieler. Sein Debüt gab er in dem Fernsehfilm Piggies unter der Regie von Peter Zadek. Schidor spielte unter bekannten Regisseuren, darunter Wolfgang Staudte, Sam Peckinpah, Costa-Gavras und Rainer Werner Fassbinder. Besonders oft wurde er von George Moorse eingesetzt.
Dem deutschen Fernsehpublikum wurde Schidor durch den 1971 im ZDF ausgestrahlten vierteiligen Abenteuerfilm Der Seewolf bekannt, in dem er den Titelhelden in jungen Jahren verkörperte. Danach trat Schidor öfter im deutschen Fernsehen auf, namentlich in Episoden der Krimiserien Der Kommissar, Derrick, Der Alte und Tatort, in denen er meist den psychisch labilen jungen Kriminellen gab.
Schidor wirkte als Schauspieler und Produzent an der Verfilmung von Jean Genets Roman Querelle (1982) mit. Über die Dreharbeiten drehte er eine Dokumentation, Der Bauer von Babylon, in der das letzte längere Interview mit dem Regisseur Rainer Werner Fassbinder enthalten ist.
Von 1977 bis 1986 lebte Schidor mit dem neuseeländischen Schauspieler und Produzenten Michael McLernon zusammen. 1986 starb McLernon an AIDS. Schidor, der ebenfalls infiziert war, unternahm einen Suizidversuch. 1987 starb er im Alter von 39 Jahren. Er wurde auf dem Querumer Friedhof in Braunschweig beigesetzt und später in ein Ehrengrab umgebettet.

## Filmografie (Auswahl)
Als Schauspieler:
- 1970: Piggies – Regie: Peter Zadek
- 1970: Die Sonne angreifen – Regie: Peter Lilienthal
- 1971: Der Seewolf (TV-Miniserie)
- 1972: Pan – Regie: George Moorse
- 1972: Tatort – Kressin und der Mann mit dem gelben Koffer
- 1973: Kain – Regie: Dietmar Schönherr
- 1974: Gemeinderätin Schumann
- 1974: Inki – Regie: George Moorse
- 1974: Der Kommissar Folge 69: Ein Anteil am Leben – Regie: Ullrich Haupt
- 1975: Der Kommissar – Eine Grenzüberschreitung – Regie: Michael Braun
- 1976: Satansbraten
- 1976: Ich will doch nur, daß ihr mich liebt (Fernsehfilm)
- 1976: Sehnsucht nach Afrika
- 1977: Steiner – Das Eiserne Kreuz
- 1977: Gruppenbild mit Dame
- 1977: Tod oder Freiheit
- 1977: Derrick – Inkasso – Regie: Helmuth Ashley
- 1978: Der Schneider von Ulm
- 1978: Tatort – Lockruf
- 1978: Tatort – Sterne für den Orient
- 1978: Der Alte – Der Pelikan – Regie: Johannes Schaaf
- 1978: Kain – Regie: Dietmar Schönherr
- 1979: Derrick – Anschlag auf Bruno – Folge 54 – Regie: Theodor Grädler
- 1978: Son of Hitler
- 1979: Steiner – Das Eiserne Kreuz, 2. Teil
- 1979: Die Liebe einer Frau (Clair de femme)
- 1979: Das verbotene Spiel
- 1980: Der Alte: Das letzte Wort hat die Tote
- 1980: Grenzfälle, Regie: Imo Moszkowicz
- 1980: Der Mann, der sich in Luft auflöste
- 1980: Die Formel (The Formula)
- 1981: Der Alte: Bis daß der Tod uns scheidet
- 1981: Heute spielen wir den Boß – Wo geht’s denn hier zum Film?
- 1982: Die Sehnsucht der Veronika Voss
- 1982: Querelle
- 1983: Brandmale
- 1983: Kerbels Flucht – Regie: Erwin Keusch
- 1983: Der Alte: Freundschaftsdienst  – Regie: Theodor Grädler
- 1983: Derrick: Die kleine Ahrens – Regie: Günter Gräwert
- 1984: Der Havarist – Regie: Wolf-Eckart Bühler
- 1984: Der Alte: Der Unbekannte im Spiel
- 1985: Der Alte: Der Sohn
- 1985: Derrick: Gregs Trompete – Regie: Jürgen Goslar
- 1985: Polizeiinspektion 1: Bilderwut
- 1986: Mino – Ein Junge zwischen den Fronten
- 1986: Polizeiinspektion 1: Der wunde Punkt
- 1986: Der Alte: Tödliche Freundschaft
- 1986: Derrick: Der Augenzeuge
- 1987: Der Alte: Die Abrechnung
- 1987: Verbieten Verboten
- 1986: Terminus
- 1987: Anna (Fernsehserie)
- 1987: Tatort – Blindflug
- 1987: Dies Bildnis ist zum Morden schön

Als Regisseur:
- 1982: Der Bauer von Babylon
- 1985: Kalt in Kolumbien